# NGC 2076
NGC 2076 é uma galáxia espiral (S0-a) localizada na direcção da constelação de Lepus. Possui uma declinação de -16° 46' 58" e uma ascensão recta de 5 horas, 46 minutos e 47,4 segundos.
A galáxia NGC 2076 foi descoberta em 4 de Fevereiro de 1785 por William Herschel.